# Quercus vaseyana
Espèce
Synonymes
- Quercus pungens var. vaseyana (Buckl.) C.H. Muller[2]
- Quercus pungens var. vaseyana (Buckley) C.H.Mull.[1]
- Quercus sillae Trel.[1]
- Quercus undulata var. vaseyana (Buckley) Rydb.[1]

Statut de conservation UICN

 LC  : Préoccupation mineure